# ورزشگاه آلوارز کلارو
ورزشگاه آلوارز کلارو (به اسپانیایی: Estadio Álvarez Claro) با ظرفیت ۱۲٬۰۰۰ نفر یکی از ورزشگاه‌های فوتبال کشور اسپانیا است که در شهر ملیلیه ایالت ملیلیه واقع شده‌است. این ورزشگاه در سال ۱۹۳۳ بازگشایی شد و در حال حاضر بازی‌های خانگی باشگاه فوتبال ملیلیه در آن برگزار می‌گردد.